# Eudorella monodon
Eudorella monodon är en kräftdjursart som beskrevs av William Thomas Calman 1912. Eudorella monodon ingår i släktet Eudorella och familjen Leuconidae. Inga underarter finns listade i Catalogue of Life.